# Arenas de San Juan
Arenas de San Juan – gmina w Hiszpanii, w prowincji Ciudad Real, w Kastylii-La Mancha, o powierzchni 63,09 km². W 2011 roku gmina liczyła 1091 mieszkańców.